# Pandora minutispora
Pandora minutispora är en svampart som först beskrevs av S. Keller, och fick sitt nu gällande namn av S. Keller 2005. Pandora minutispora ingår i släktet Pandora och familjen Entomophthoraceae.   Inga underarter finns listade i Catalogue of Life.